# Polarização eletromagnética
Em física, polarização é uma propriedade de ondas eletromagnéticas. As ondas eletromagnéticas são tridimensionais e a polarização é uma medida da orientação espacial dos vetores campo elétrico e campo magnético.
As ondas eletromagnéticas podem ser polarizadas de três formas distintas: polarização linear, circular e elíptica. 
Nesse caso, podemos escrever o campo elétrico associado a uma onda plana, num determinado instante de tempo, em termos de duas componentes no plano de oscilação, o qual tomaremos como o plano x-y. Assim, sem perda de generalidade, podemos escrever o campo elétrico da seguinte forma:
{\displaystyle {\vec {E}}=({\vec {i}}Ex+{\vec {j}}Ey)e^{i(kz-\omega t)}}
Não nos preocuparemos com o Campo magnético, uma vez que ele pode ser obtido a partir do campo elétrico através da expressão:
{\displaystyle {\vec {B}}={\frac {1}{c}}{\frac {\vec {k}}{\omega }}\times {\vec {E}}}
Na situação mais geral, e fazendo uso da representação dos campos em termos de números complexos, as componentes Ey e Ex podem ter uma parte real e uma parte imaginária. Assim escrevemos o campo em termos de componentes complexas:

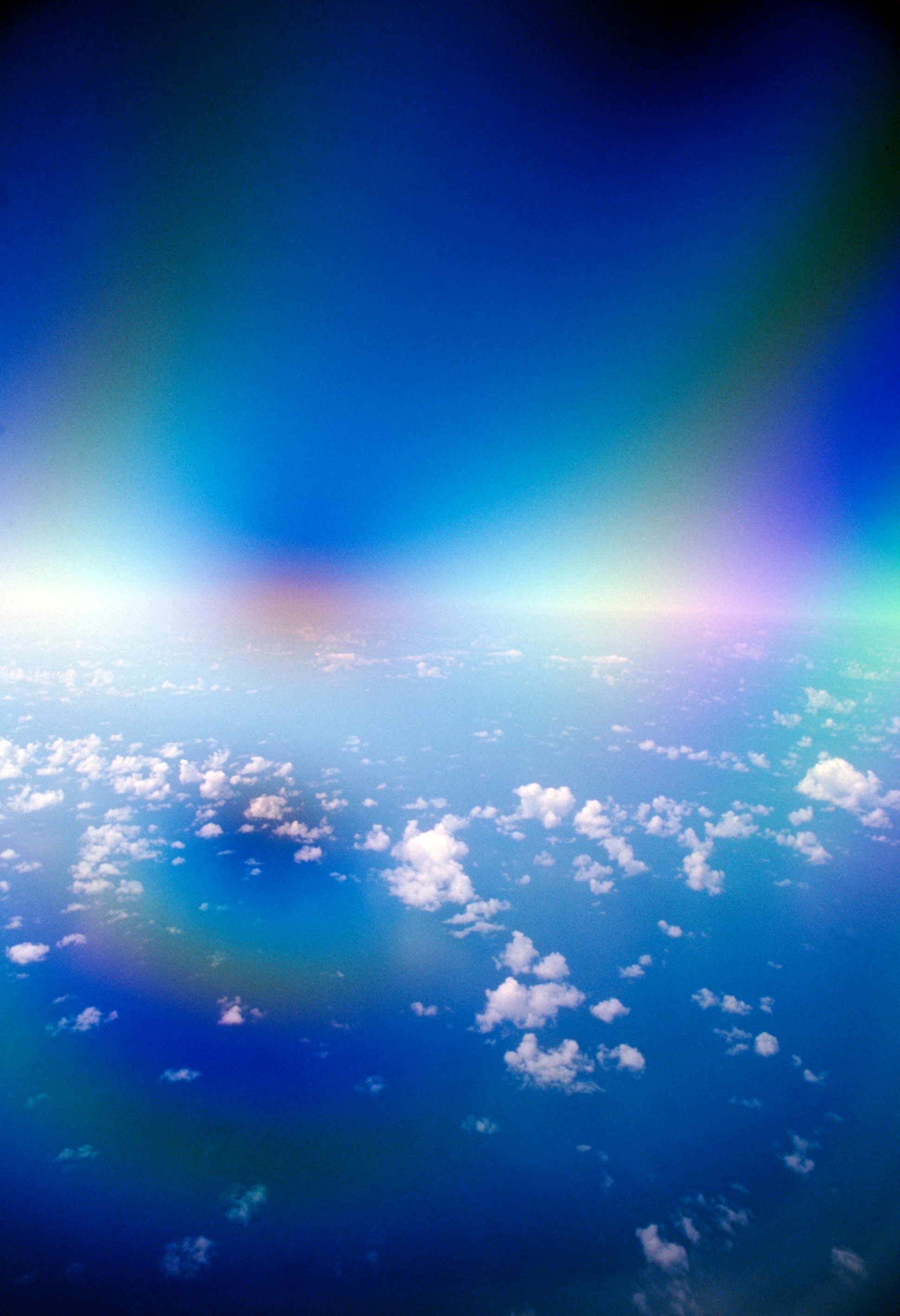
Polarização circular, Oceano Atlântico 1989

{\displaystyle {\vec {E}}=({\vec {i}}Exe^{i(\delta x-\delta y)}+{\vec {j}}Ey)e^{i(kz-\omega t+\delta y)}}

## Teoria

### Princípios - ondas planas
A manifestação mais simples, para visualização, é a de uma onda plana, que é uma boa aproximação para a maioria das ondas luminosas. Numa onda plana as direções dos campos magnético e eléctrico estão, em qualquer ponto, perpendiculares à direção de propagação. Simplesmente porque o plano é bidimensional, o vetor campo elétrico no plano num dado ponto do espaço pode ser decomposto em duas componentes ortogonais. Chamemos as componentes de x e y (seguindo as convenções da geometria analítica). Para uma onda harmônica, onde a amplitude do vetor do campo elétrico varia senoidalmente, as duas componentes têm exatamente a mesma frequência. Contudo, estas duas componentes têm duas outras características que podem diferir. Em primeiro lugar, as duas componentes podem não ter a mesma amplitude. Em segundo, as duas componentes podem não ter a mesma fase, isto é, podem não alcançar os seus máximos e mínimos ao mesmo tempo, no plano fixo que temos por base.
Considerando a forma traçada num plano fixado pelo vetor campo elétrico à medida que uma onda plana o percorre, obtemos a descrição do estado de polarização.
As imagens seguintes correspondem a alguns exemplos da propagação do vetor do campo eléctrico (azul) no tempo, com as suas componentes x e y  (vermelha/esquerda e verde/direita, respectivamente) e a forma desenhada pelo vetor no plano (roxo):
Considere em primeiro lugar o caso especial (esquerda), onde as duas componentes ortogonais estão em fase. Neste caso a intensidade das duas componentes é sempre igual ou proporcional a uma constante, daí que a direcção do vetor campo eléctrico resultante (vetor que resulta da soma destas duas componentes) irá sempre redundar num segmento de reta no plano. Designamos este caso especial de polarização linear. A direção desta linha irá depender da amplitude relativa destas duas componentes. A direcção pode ser em qualquer ângulo sobre o plano.
Agora considere outro caso especial (ao centro), onde as duas componentes ortogonais têm exatamente a mesma amplitude, e a fase difere em 90º. Resultando numa componente igual a zero quando a outra componente está na amplitude máxima ou mínima. Neste caso especial o vetor do campo eléctrico no plano formado pela soma dos dois componentes vai rodar num círculo. Chamamos a este caso especial de polarização circular. A direção de rotação irá depender da relação entre as fases. Chamemos a estes casos de polarização circular direita e polarização circular esquerda, dependendo da rotação do vetor.
Todos os outros casos, em que as duas componentes não estão em fase nem têm a mesma amplitude e/ou não estão com 90º fora de fase, encaixam na designação de polarização elíptica.

## Tipos de polarização de ondas eletromagnéticas

### Polarização por refração
No fenômeno de refração, o raio refratado é parcialmente polarizado, observamos isso fazendo a luz natural atravessar uma lâmina de faces paralelas e analisando a luz que emerge. Para obter-se luz totalmente polarizada por refração simples, é necessário fazer a luz atravessar uma pilha de lâminas de faces paralelas, à medida que a luz atravessa as lâminas, a polarização irá se acentuando até a luz ficar totalmente polarizada.

### Polarização por absorção
Em um experimento utilizando cristais de calcita, quando um raio atravessa um cristal, há dupla refração, o raio extraordinário é polarizado. Fazendo o raio extraordinário penetrar novamente em outro cristal de calcita e chegando até um anteparo, produz um aclaramento, este aclaramento não é constante e depende da posição relativa dos dois cristais. Quando os cristais são colocado com as seções principais paralelas, o aclaramento é máximo. Quando as duas seções estiverem perpendiculares, o aclaramento desaparece. Essas variações do aclaramento se devem ao raio que sai do primeiro cristal ser polarizado.  Podemos fazer uma analogia mecânica do fenômeno de polarização com uma corda vibrando e atravessando duas fendas sucessivas. A primeira fenda orienta as vibrações no seu plano, quando as fendas estiverem paralelas, a vibração da corda não é alterada; quando estiverem perpendiculares, a segunda fenda interrompe a vibração; quando há inclinação da segunda fenda em relação a primeira, a vibração é alterada, porque sofre decomposição.

#### Prisma de Nicol
William Nicol criou um prisma para eliminar o raio ordinário utilizando reflexão total, confeccionou um prisma a partir de um cristal de calcita cortado através de um plano de inclinação determinado, colado com uma resina chamada “Bálsamo do Canadá”. Quando o raio ordinário chega até o “Bálsamo do Canadá” ele sofre reflexão total e não atravessa esta “barreira”. O raio extraordinário tem indicie de refração diferente, tal que, com essa inclinação ele passa através do bálsamo.

### Polarização por reflexão
O cientista francês Étienne-Louis Malus, descobriu que, quando a luz sofre reflexão na superfície de corpos transparentes, ela se polariza. A análise do raio refletido mostra que ele é parcialmente polarizado, o grau de polarização varia de acordo com o ângulo de incidência, com o comprimento de onda da luz e com o par de meios transparentes por onde passa.
O cientista escocês David Brewster, observou que para cada par de meios transparentes e cada luz monocromática, há um só ângulo de incidência para o qual a luz refletida é totalmente polarizada. Esse ângulo satisfaz a lei chamada de “ Lei de Brewster”: “A polarização da luz por reflexão na superfície de um corpo transparente é total quando o raio refletido for perpendicular ao raio refratado”.

## Radiação incoerente
Lâmpadas comuns, no entanto, emitem radiação incoerente, ou seja, com várias freqüências diferentes, em diversas direções, desordenadamente, fora de fase e com espaço de tempo diferente, mesmo que muito pouco. Isso acontece principalmente porque a emissão é espontânea, cada elétron de uma lâmpada comum emite a radiação que tem que emitir no momento em que melhor lhe convém, ou o mais rápido possível. Devido à radiação incoerente ser distribuída em muitas direções e não concentrada, ao passo que ela pode iluminar uma área grande, não tem uma intensidade tão grande quanto teria se fosse concentrada. Mas pode existir uma emissão de radiação diferente disso, ou seja, que emita uma mesma freqüência, em uma mesma direção, com a mesma fase. Porém não com uma lâmpada comum. O Laser tem a capacidade de emitir luz coerente.

## Polarização na natureza, ciência e tecnologia

### A polarização nos acontecimentos diários
Toda luz que reflete-se em uma superfície plana é ao menos parcialmente polarizada. Você pode pegar  o filtro polarizador e segurá-lo em um ângulo de  90 graus em relação à reflexão, e essa será reduzida ou eliminada. Filtros polarizadores removem luz polarizada a 90 graus do filtro. É por isso que você pode pegar dois polarizadores e posicioná-los um a um ângulo de 90 graus do outro e nenhuma luz atravessará.
A luz pode ser espessa ou ate institucionada com a tela polarizada pode ser observada ao seu redor se você sabe o que ela é e o que procurar. (as lentes de óculos de sol Polaroid funcionarão para demonstrar). Enquanto estiver olhando através do filtro, gire-o, e se houver presença de luz polarizada linear ou elíptica o grau de iluminação mudará. Polarização por espalhamento é observada quando a luz passa através da atmosfera. A luz dispersa freqüentemente produz brilho nos céus. Fotógrafos sabem que esta polarização parcial da luz dispersa produz um céu 'washed-out'. Um fenômeno fácil para primeira observação é olhar, ao pôr-do-sol, para o horizonte a um ângulo de 90 graus do pôr-do-sol. Outro efeito facilmente observado é a drástica redução de brilho de imagens do céu e nuvens refletidas em superfícies horizontais, que é a razão pela qual freqüentemente se usa lentes polaróide em óculos de sol.  Também freqüentemente visível através de óculos-de-sol polarizantes são padrões em forma de arco-íris gerados por efeitos bi-refringentes dependentes da cor, como por exemplo em vidros enrijecidos (vidros de carros) ou objetos compostos por plástico transparente. A função da polarização em monitores de cristal líquido (LCDs) é constantemente observada através de óculos de sol, o que causa uma redução no contraste ou até mesmo torna o conteúdo mostrado ilegível através dos mesmos.
De fato, o olho humano é pouco sensível à polarização, sem a necessidade da utilização de filtros. Ver: Pincel de Haidinger.

### Luz polarizada
A luz polarizada é, diferentemente da luz normal, uma radiação eletromagnética que se propaga, ao atravessar um meio em apenas um plano (ver abaixo). Sendo assim, a luz polarizada não atende todas as direções, enquanto a luz comum se propaga em todos os planos possíveis.
A luz polarizada é obtida através de aparelhos específicos (polarizadores) ou fazendo a luz comum atravessar um prisma de Nicol. Uma propriedade da luz polarizada é a de ser desviada para a direita ou para a esquerda ao se propagar através de certos compostos químicos, em razão da isomeria óptica das substâncias. Sua utilidade é comprovar e classificar (como dextrogiro ou levogiro) a  isomeria óptica nos compostos. A visualização da propagação de ondas ocorre em dois "planos" (horizontal e vertical) de propagação.

### Biologia
Muitos animais são aparentemente capazes de perceber o efeito de polarização da luz, a qual é geralmente utilizada para funções de localização, uma vez que a polarização linear da luz solar é sempre perpendicular em relação à direção do sol. Esta habilidade é muito freqüente entre insetos, incluindo abelhas, as quais usam essas informações para orientar suas danças de comunicação. A sensitividade da polarização também foi notada em espécies de polvos, lulas, chocos (também conhecidos como sibas ou sépias), e louva-a-deus. A rápida mudança do padrão de coloração da pele dos chocos, usada na comunicação, também incorpora a polarização, e os louva-a-deus são conhecidos por ter tecidos com polarização seletiva. A polarização do céu também pode ser percebida por certos vertebrados, incluindo pombos, para os quais essa habilidade é uma das várias necessárias para sua característica de retornar ao lugar de partida.

### Química
A importância principal da polarização na química reside no diacronismo circular e na "rotação" feita por actividade óptica das moléculas orgânicas que contém um carbono quiral (assimétrico), as quais apresentam isomeria óptica. Pode ser medida usando um polarizador.

### Astronomia
Em muitas áreas da astronomia, o estudo da radiação electromagnética polarizada que chega do espaço é de grande importância. Embora não seja usualmente um factor na radiação térmica das estrelas, a polarização está também presente em radiação coerentes de fontes astronômicas e em fontes incoerentes tais como grandes lobos radiais de galáxias activas. À parte de fornecer informação sobre as fontes de radiação, a polarização também prova o campo magnética inter-estelar pela rotação de Faraday. A polarização da radiação cósmica de micro-ondas está sendo estudada em razão do entendimento da física do universo jovem.

### Tecnologia
A polarização é amplamente utilizada na tecnologia. Os televisores LCD usam cristais líquidos para controlar a passagem de luz em cada pixel, também óculos solares podem ser polarizados, o que pode reduzir o contraste sendo estas das  mais comuns aplicações.
Todas as antenas de recepção e transmissão a rádio são intrinsecamente polarizadas, uso especial do qual se faz em radares. A maioria de antenas irradia polarizações horizontal, vertical ou circular, embora também haja polarização elíptica. O campo elétrico ou o plano E determinam a polarização ou orientação da onda magnética. A polarização vertical é mais frequentemente usada quando se deseja transmitir um sinal de rádio em todas as direções, tais como unidades móveis amplamente distribuídas. Rádio AM e FM usam polarização vertical. A televisão estadunidense usa polarização horizontal. Alternância de polarizações vertical e horizontal é usada em comunicações via satélite (inclusive satélites de televisão) para permitir que o satélite carregue duas transmissões separadas em uma dada frequência, dessa forma duplicando o número de clientes que um único satélite pode servir. Dispositivos birrefrigerentes controlados eletronicamente são usados em combinação com os filtros como moduladores em fibra ópticas. Os filtros polarizando são usados também na fotografia. Podem aprofundar a cor de um céu azul e eliminar reflexões de janelas e da água diretamente.
A polarização do celeste foi utilizada na "bússola de navegação”, que foi usada na década de 1950 ao navegar perto dos polos do campo magnético terrestre quando nem o sol nem as estrelas eram visíveis (por exemplo: sob a nuvem diurna ou o crepúsculo). Sugeriu-se, de forma controversa, que os viquingues utilizaram um dispositivo similar (o “espato da Islândia”) em suas expedições extensivas através do Atlântico norte nos séculos IX a XI, antes da chegada da bússola magnética à Europa no século XII. É relacionado à bússola celeste “o relógio polar”, inventado por Charles Wheatstone na segunda metade do século XIX.
Cientistas, em 2019, desenvolveram uma câmera portátil altamente compacta para a imagem de luz polarizada em um único disparo. A câmera vem sem nenhuma ótica de polarização convencional e partes móveis. Trabalha com base no princípio da polarização e oferece informações detalhadas sobre os objetos com os quais a luz interage.